# 寶存
寶存（？年—？年），富察氏，滿洲鑲黃旗人，清朝政治人物。
左都御史尼滿第六子，康熙年間官至三等侍衛。

## 家族及關連
寶存屬鑲黃旗滿洲沙濟富察氏第九世。
- 父：尼滿。
- 兄弟：
  - 法保，官至三等侍衛。
  - 常在，閑散。
  - 永存，官至國子監助教。
  - 壽保，閑散。
  - 永德，官至陵寢總管。